# Hermann Kaserer
Hermann Kaserer (* 6. April 1877 in Wien; † 21. Oktober 1955 in Straß (Niederösterreich)) war ein österreichischer Pflanzenbauwissenschaftler und Önologe.

## Leben und Wirken
Hermann Kaserer studierte Chemie an der Universität Wien, promovierte dort 1901 und arbeitete anschließend in verschiedenen landwirtschaftlichen Versuchsstationen. 1903 wurde er Assistent an der Lehrkanzel für landwirtschaftlichen Pflanzenbau der Hochschule für Bodenkultur in Wien. 1906 habilitierte er sich mit einer Arbeit aus dem Gebiet der landwirtschaftlichen Bakteriologie. Mit Forschungsarbeiten über die Wirkungsweise neuer Düngemittel erwarb er 1910 auch die Venia legendi für das Lehrfach Pflanzenbau. 1912 wurde er zum a. o. Professor ernannt. 1917 erhielt einen Lehrauftrag für Weinbau. Von 1922 bis 1945 war er Vorstand der Lehrkanzel für landwirtschaftlichen Pflanzenbau an der Hochschule für Bodenkultur in Wien und zugleich Leiter der Versuchswirtschaft Groß-Enzersdorf.
Schwerpunkte seiner Forschungstätigkeit waren Untersuchungen über Bodenbearbeitung, Fruchtfolgen, Mineraldüngung, Stallmistbereitung, Wurzelwachstum und Keimungsphysiologie. Von 1926 bis 1933 war er Schriftleiter und Mitherausgeber der Zeitschrift "Fortschritte der Landwirtschaft". Seine wissenschaftlichen Arbeiten zeichneten sich aus durch Praxisnähe. Pflanzenbauliches Wissen unmittelbar an die Landwirte heranzutragen, war für ihn ein besonderes Anliegen. Seine "Merkblätter für den einfachen Landwirt" und eine Vielzahl von ihm herausgegebene kleine Schriften dienten diesem Ziel.
Kaserers besondere Liebe galt dem Weinbau. Sein eigenes Weingut, auf dem er umfangreiche Versuche durchführte, brachte er zu hohem Ansehen. Er war langjähriger Obmann des Hauptverbandes der Weinbautreibenden Österreichs. Für seine Verdienste auf dem Gebiet des Weinbaus wurde ihm die Babo-Medaille verliehen. Im Jahr 1939 wurde er zum Mitglied der Leopoldina gewählt.

## Schriften (Auswahl)
- Bodenbearbeitung und Fruchtfolge. Wien 1922, 4. Aufl. 1937 = Scholle-Bücherei Nr. 71.
- Bauernregeln und Lostage in kritischer Beleuchtung. Wien 1926.
- Die Beziehungen zwischen Bodentemperatur und Lufttemperatur in ihrem Einfluß auf den Ernteertrag. In: Fortschritte über Landwirtschaft Jg. 2, 1927, S. 205–212.
- Die Anschauungen über die Kohlenstoffernährung der Kulturpflanzen im Wandel der Zeiten. In: Fortschritte über Landwirtschaft Jg. 5, 1930, S. 569–575.